# Guilty Conscience
Guilty Conscience er tredje singleudspil fra den amerikanske rapper Eminems andet studiealbum The Slim Shady LP. Med på sangen er Eminems mentor Dr. Dre.

## Hitlister
| Hitliste (1999)                                 | Højeste placering |
| ----------------------------------------------- | ----------------- |
| Frankrig                                        | 97                |
| Holland                                         | 22                |
| Irland                                          | 7                 |
| Sverige                                         | 25                |
| Storbritannien                                  | 5                 |
| U.S. Billboard Hot R&B/Hip-Hop Singles & Tracks | 56                |